# Wallenrodtsche Bibliothek

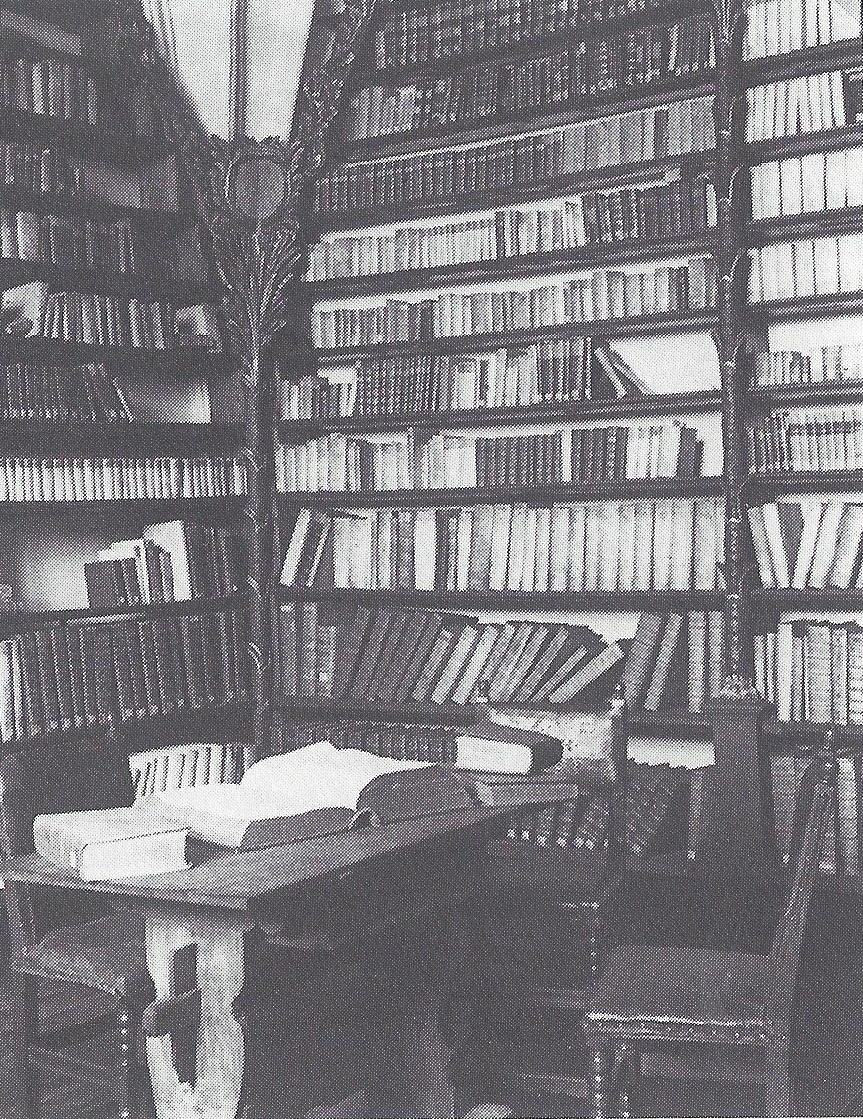
Wallenrodtsche Bibliothek

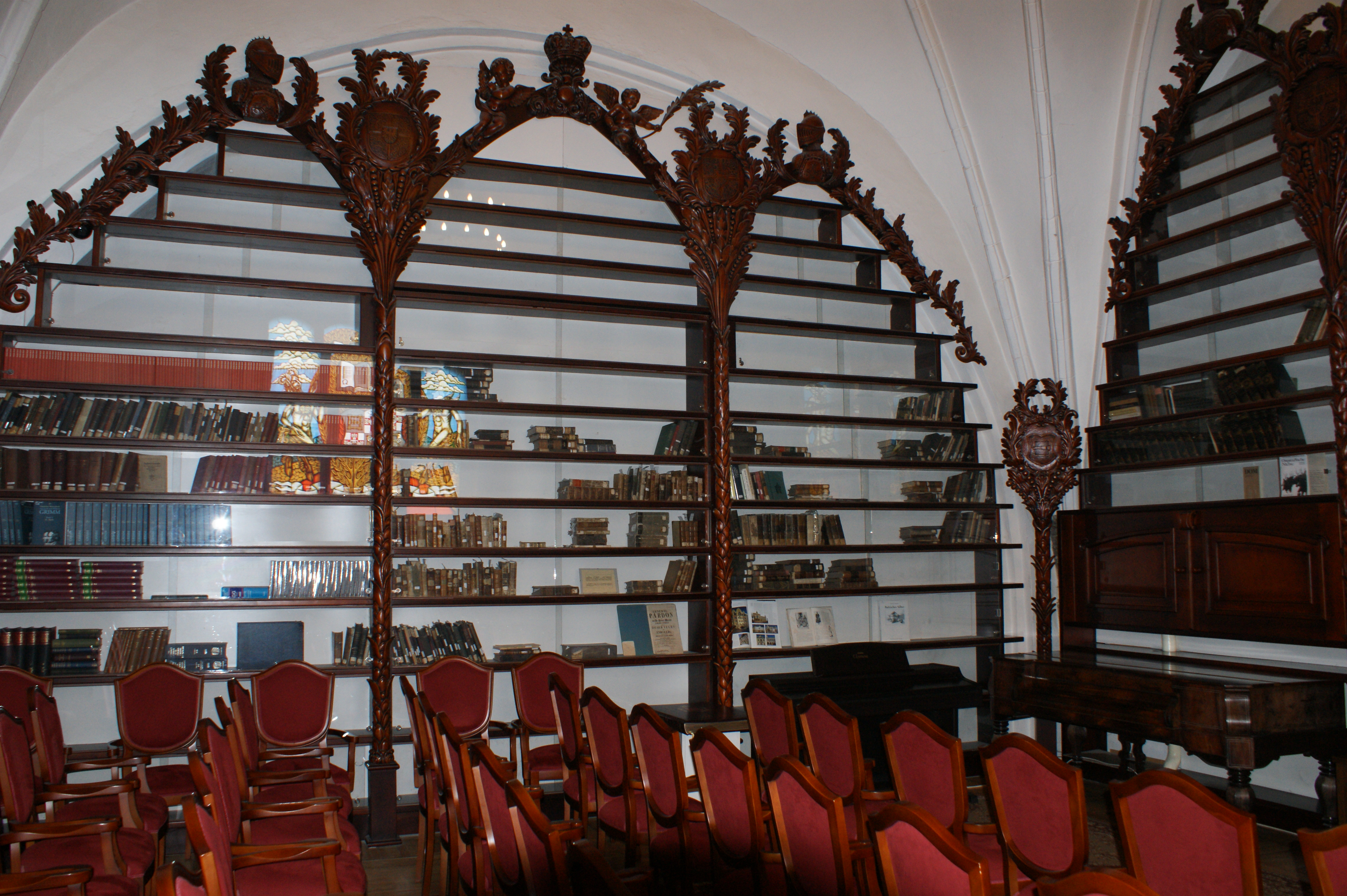
Rekonstruktion des Raumes und der Regale der Wallenrodtschen Bibliothek im Dom von Kaliningrad (Juni 2009)

Die Wallenrodtsche Bibliothek in Königsberg wurde von Martin von Wallenrodt (1570–1632), herzoglicher Kanzler, gegründet. Er sammelte seltene Bücher und Handschriften zu den verschiedensten Wissenschaftszweigen. Seine erste Sammlung bestand aus etwa 3.000 Büchern, die bei einem Brand 1623 vollständig zerstört wurden. Wallenrodt gab nicht auf und begann eine neue Sammlung. Nach seinem Tod zählte die Bibliothek etwa 2.000 Bücher.

## Überblick
Johann Ernst von Wallenrodt (1615–1697), Sohn von Martin von Wallenrodt, setzte das Werk seines Vaters fort. Er studierte an der Königsberger Universität Jura und antike Sprachen, bereiste europäische Länder und Nordamerika. Von überall brachte er Bücher mit, um die Bibliothek zu erweitern. Als seine Tochter Maria Louisa 7 Jahre alt wurde, musste für ihre Ausbildung zu Hause Platz geschaffen werden, daher wurde 1650 die Bibliothek nach Beschluss des Stadtrates von Kneiphof und mit Einverständnis des Grafen im südlichen Turm des Königsberger Domes untergebracht. Die Büchersammlung übertraf die Bibliothek der Königsberger Universität und wurde deshalb intensiv von Professoren und Studenten benutzt. Dank Johann Ernst wurde die Bibliothek auch eine Art geographisches Museum, denn dort befanden sich auch seine Reisenotizen, Karten, Globen, verschiedene Souvenirs, Münzen und Raritäten aus fremden Ländern. Zudem wurden auch historische Dokumente verwahrt, so der Schutzbrief Karls V., mit dem Martin Luther sicher nach Worms reisen konnte.
In der Mitte des 17. Jahrhunderts wurde der Innenraum vom holländischen Maler Christof Gregor Sangknecht und Königsberger Holzschnitzer Isaak Riga, 1653–1715, im norddeutschen Barockstil (u. a. Bücherregale, Treppengeländer mit der beseelten Figur der Weisheit, 1688/89) ausgestaltet.
1675 wurde die Bibliothek Teil der Universitätsbibliothek. 1721 hat die Familie Wallenrodt die Bibliothek endgültig dem Staat überlassen. Im Jahre 1909 bestand die Bibliothek aus 10.500 Büchern und Schriften. Damals wurde sie in die Staats- und Universitätsbibliothek Königsberg aufgenommen, 7.000 Bände wurden dabei in ein neues Gebäude verlegt, der Rest, größtenteils Dubletten, blieb im Südturm des Königsberger Doms.
Die ursprüngliche Wallenrodtsche Bibliothek existierte bis zum Zweiten Weltkrieg. Die 3.500 Bände im Dom wurden bei der Bombardierung im August 1944 vernichtet. Der Bestand der Staats- und Universitätsbibliothek, darunter die Wallenrodtsche Sammlung, war nach der Eroberung der Stadt durch sowjetische Truppen am 9. April 1945 über ganz Osteuropa verstreut. Nach dem Krieg wurde in der Georg-August-Universität Göttingen eine Bibliothek eingerichtet, die sich als Nachfolgeeinrichtung der Wallenrodtschen Bibliothek versteht.
1981 kehrten 291 Bücher nach Kaliningrad zurück. Sie können heute im Universitätsmuseum besichtigt werden, wo man sich um einen Wiederaufbau der Wallenrodtschen Bibliothek (auch unter dieser Bezeichnung) bemüht. Im Rahmen des Wiederaufbaus des Domes hat man die kunstvollen, mit Palmenwedeln verzierten Bücherregale rekonstruiert und ist bemüht, die Wallenrodt-Bücher komplett hier wieder zu präsentieren. Das Luther-Gemälde aus der Wallenrodtschen Bibliothek befindet sich heute im Dohna-Schlösschen Mohrungen.
Schätzungsweise eintausend Bücher befinden sich in der Bibliothek der Akademie der Wissenschaften in Sankt Petersburg, Bestände aus der Wallenrodtschen Sammlung wurden auch in Bibliotheken und Archiven in Moskau gefunden. Seit einigen Jahren bemüht sich die Universität Osnabrück, verlorengegangene Bibliotheksbestände zu rekonstruieren, Bücher aus den Königsberger Bibliotheken ausfindig zu machen, zu katalogisieren, zu verfilmen und sie zu digitalisieren.
Im September 2009 wurde die Deutsch-Russische Bibliotheksinitiative beschlossen. Als Pilotprojekt will sie die Wallenrodtsche Bibliothek virtuell wiedererstehen lassen.